# Be the One (BoA)
Be the One è un singolo della cantante sudcoreana BoA, pubblicato nel 2004.

## Tracce
1. Be the One
2. Be the One (K-Muto Groovediggerz Remix)
3. Be the One (Instrumental)